# Wawrzyniec Śmieszkowic
Wawrzyniec Śmieszkowic (ur. 9 sierpnia 1590 w Brzezinach, zm. 20 września 1646 w Krakowie) – doktor medycyny, lekarz, rektor Akademii Krakowskiej.
Był synem kupca we wrześniu 1609 wpisał się na listę studentów Akademii Krakowskiej pod nazwiskiem Śnieżek. W 1611 został bakałarzem sztuk wyzwolonych, następnie w 1612 magistrem a w 1614 doktorem filozofii. Prowadził jako profesor wykłady na Wydziale Filozoficznym, a w 1617 został profesorem dialektyki w Szkole Nowodworskiej. Był poetą, mówca autorem utworów żałobnych na cześć profesorów Akademii, biskupa krakowskiego Piotra Rylickiego oraz panegiryków pisanych dla Bartłomieja Nowodworskiego, Marcina Wadowity oraz biskupa Marcina Sztszkowskiego. W 1619 został konsyliarzem Collegium Mniejszego. 1 czerwca 1623 wpisał się do metryki nacji polskiej Uniwersytetu w Padwie.
Studiował medycynę promocję doktorska uzyskał pomiędzy 2 lipca 1624 a 2 marca 1625. Do Krakowa powrócił wiosnę 1628, 12 lutego 1629 uzyskał nostryfikacje dyplomu na Wydziale Lekarskim na podstawie wykładu na temat szkorbutu. W 1630 napisał odę na ingres biskupa Andrzeja Lipskiego, prowadził także własna praktykę lekarską oraz został właścicielem kamienicy w Krakowie przy ulicy Szpitalnej.14 października 1643 biskup Piotr Gembicki mianował go wicekanclerzem Akademii, a wiosną 1645 został wybrany rektorem. Urząd sprawował przez kolejne 3 semestry. Zgodził się jako rektor pożyczyć królowi Władysławowi IV 30 tysięcy złp na wykup księstwa raciborskiego pieniądze były zgormadzone na rozpoczęcie starań o beatyfikację Jana Kantego. Decyzje rektora ostro krytykowano zwłaszcza Jakub Górski zwracając uwagę na słabe ze strony monarchy zabezpieczenie pożyczonych pieniędzy. Broniąc swojej decyzji Wawrzyniec Śmieszkowic zwołał zgromadzenie profesorów w dniu 20 września 1646 podczas którego przemawiając zasłabł i wkrótce zmarł. Pochowany został 26 września 1646 w kościele św. Anny. Na mocy testamentu zbiór jego książek odziedziczyli inni profesorowie Akademii jak również ufundowana z zapisu testamentowego Bursa Śmieszkowska w Krakowie.